# Gerbillus principulus
Gerbillus principulus је врста глодара из породице мишева.

## Распрострањење
Ареал врсте је ограничен на једну државу. Судан је једино познато природно станиште врсте.

## Станиште
Станиште врсте су екосистеми ниских трава и шумски екосистеми.

## Угроженост
Подаци о распрострањености ове врсте су недовољни.